# Austin Toros 2006-2007
La stagione 2006-07 degli Austin Toros fu la 6ª nella NBA D-League per la franchigia.
Gli Austin Toros arrivarono quarti nella Eastern Division con un record di 21-29, non qualificandosi per i play-off.

## Roster
| N° | Naz.                   | Ruolo | Sportivo         | Anno | Alt. | Peso |
| -- | ---------------------- | ----- | ---------------- | ---- | ---- | ---- |
| 0  | Stati Uniti (bandiera) | AC    | Rod Benson       | 1984 | 208  | 107  |
| 1  | Stati Uniti (bandiera) | G     | B.J. Elder       | 1982 | 193  | 99   |
| 4  | Stati Uniti (bandiera) | AC    | Rod Benson       | 1984 | 208  | 107  |
| 5  | Stati Uniti (bandiera) | A     | Scott Merritt    | 1982 | 208  | 111  |
| 6  | Stati Uniti (bandiera) | A     | Jamar Smith      | 1980 | 206  | 107  |
| 7  | Stati Uniti (bandiera) | G     | Brock Gillespie  | 1982 | 183  | 77   |
| 8  | Stati Uniti (bandiera) | G     | Troy Bell        | 1980 | 185  | 82   |
| 9  | Stati Uniti (bandiera) | G     | Jay Williams     | 1981 | 188  | 88   |
| 10 | Stati Uniti (bandiera) | G     | Melvin Scott     | 1982 | 188  | 86   |
| 15 | Stati Uniti (bandiera) | GA    | Kris Clack       | 1977 | 196  | 101  |
| 20 | Stati Uniti (bandiera) | A     | Brad Buckman     | 1984 | 203  | 107  |
| 20 | Stati Uniti (bandiera) | G     | B.J. Elder       | 1982 | 193  | 99   |
| 22 | Stati Uniti (bandiera) | A     | Brad Buckman     | 1984 | 203  | 107  |
| 25 | Stati Uniti (bandiera) | A     | Justin Bowen     | 1983 | 201  | 93   |
| 30 | Stati Uniti (bandiera) | G     | Cheyne Gadson    | 1980 | 191  | 86   |
| 32 | Stati Uniti (bandiera) | AC    | Loren Woods      | 1978 | 216  | 111  |
| 33 | Stati Uniti (bandiera) | GA    | James White      | 1982 | 201  | 91   |
| 44 | Stati Uniti (bandiera) | C     | Anthony Fuqua    | 1983 | 210  | 102  |
| 55 | Stati Uniti (bandiera) | C     | Marcus Campbell  | 1982 | 213  | 97   |
|    | Stati Uniti (bandiera) | G     | Allan Ray        | 1984 | 188  | 86   |
|    | Stati Uniti (bandiera) | A     | Trent Strickland | 1984 | 198  | 95   |

## Staff tecnico
- Allenatori: Dennis Johnson (15-17)[1], Dale Osbourne (6-12)
- Vice-allenatore: Dale Osbourne (fino al 22 febbraio)
- Preparatore atletico: Kristen Nicholson